# Herbert Missalla
Herbert Missalla (ur. 5 czerwca 1935 w Kerkrade w Holandii) – niemiecki lekkoatleta, średniodystansowiec. W czasie swojej kariery reprezentował Republikę Federalną Niemiec.
Specjalizował się w biegu na 800 metrów. Zajął 6. miejsce w finale tej konkurencji na mistrzostwach Europy w 1958 w Sztokholmie.
Na pierwszych europejskich igrzyskach halowych w 1966 w Dortmundzie zdobył brązowy medal w biegu na 800 metrów (pokonali go tylko Noel Carroll z Irlandii i Tomáš Jungwirth z Czechosłowacji).
Był brązowym medalistą mistrzostw RFN w biegu na 800 metrów w 1957, 1958 i 1962. Był również halowym wicemistrzem RFN w biegu na 800 metrów w 1966.
Rekordy życiowe Missalli:
- bieg na 400 metrów – 47,8
- bieg na 800 metrów – 1:47,0
- bieg na 1000 metrów – 2:20,7
- bieg na 1500 metrów – 3:45,3

Startował w klubach DLC Aachen, Bayer 04 Leverkusen i TSV Bayer Dormagen.